# Omer Verschoore
Omer Verschoore (Moorslede, 2 dicembre 1888 – Parigi, 6 giugno 1931) è stato un ciclista su strada belga, professionista nei primi anni del XX secolo.

## Carriera
Riuscì in carriera ad imporsi in una Liegi-Bastogne-Liegi, nel 1913. Vinse inoltre una  Etoile Carolorégienne e due tappe al Giro del Belgio. 

## Palmarès
- 1912 (due vittorie)

Liegi-Bastogne-Liegi
Campionati belgi di ciclismo su strada

## Piazzamenti

### Classiche monumento
- Liegi-Bastogne-Liegi

1912: vincitore